# Mascías Cove
Die Mascías Cove (auch bekannt als Sturm Cove) ist eine Nebenbucht des Paradise Harbor an der Danco-Küste des Grahamlands auf der Antarktischen Halbinsel. Sie liegt unmittelbar östlich des Mount Banck.
Kartiert wurde sie bei der Belgica-Expedition (1897–1899) unter der Leitung des britischen Polarforschers Adrien de Gerlache de Gomery und von 1913 bis 1914 vom schottischen Geologen David Ferguson (1857–1936). Benannt ist sie nach Leutnant Eladio Mascías, Offizier auf dem Schlepper Chiriguano bei einer argentinischen Antarktisexpedition von 1949 bis 1950. Namensgeber der alternativen Benennung ist der deutsche Astronom und Mathematiker Johann Christoph Sturm (1635–1703).